# II. Damáz pápa
II. Damáz (latinul: Damasus), (Pildenau, ? – Palestrina, 1048. augusztus 9.) volt a történelem 151. pápája. A harmadik német származású egyházfőként tartják számon, és immár a második, akit maga III. Henrik, német-római császár helyezett a szent székre. Damáz igen rövid ideig, mindössze 23 napig uralkodott.

## Élete
Eredetileg Poppo néven született Bajorországban, nemesi családban. 1040 előtt III. Henrik kinevezte a Brixen (Bressanone) püspökévé. 1046-ban elkísérte a magát megkoronáztatni vágyó Henriket Rómába, és fontos szerepet játszott a páviai, sutri és római zsinatokon. 
Kelemen halála után ismét IX. Benedek pápa került a pápai trónra, Bonifác toszkánai őrgróf támogatásával. 1047 karácsonyán az elégedetlen rómaiak követeket küldtek a szászországi Pölthébe Henrikhez, és kérték, hogy nevezzen ki új pápát. A követek a népszerű Halinard lyoni érseket javasolták pápának, de Henrik 1048 januárjában a brixeni püspököt, Poppót nevezte meg, és utasította Bonifácot, hogy kísérje Rómába a jelöltet. Az őrgróf először tiltakozott Henrik óhaja ellen, de végül kénytelen volt meghajolni a császár akarata előtt. 1047 telén eltávolította Szent Péter trónjáról Benedeket, a pápaválasztó zsinat pedig a II. Damasus nevet felvevő tiroli püspököt választotta meg főpásztorrá, akit aztán  1048. július 17-én szenteltek fel.
Pápasága alatt csak arra volt ideje, hogy kinyilvánítsa reformszándékát.
Röviddel ezután maláriában hunyt el, 1048. augusztus 9-én; a korabeli szóbeszédek azonban mérgezést emlegettek. Testét a San Lorenzo fuori le mura templomban helyezték örök nyugalomra.

## Művei
- nincs Documenta Catholica Omnia (latin nyelven). (Hozzáférés: 2011. december 6.)

| Előző pápa: IX. Benedek | Római pápa 1048 | Következő pápa: IX. Leó |